# Saison 10 de Hawaii 5-0
 (janvier 2020).
Si vous disposez d'ouvrages ou d'articles de référence ou si vous connaissez des sites web de qualité traitant du thème abordé ici, merci de compléter l'article en donnant les références utiles à sa vérifiabilité et en les liant à la section « Notes et références ».
Chronologie
Saison 9
Cet article présente la dixième et dernière saison de la série télévisée américaine Hawaii 5-0.

## Distribution

### Acteurs principaux
- Alex O'Loughlin (VF : Alexis Victor) : Commandant Steven « Steve » McGarrett
- Scott Caan (VF : Jérôme Pauwels) : Lieutenant Daniel « Danny ou Danno » Williams (16 épisodes)
- Chi McBride (VF : Lionel Henry (acteur)) : Capitaine Lou Grover
- Meaghan Rath (VF : Pamela Ravassard) : Officier Tani Rey
- Ian Anthony Dale (VF : Bruno Choël) : Officier Adam Noshimuri
- Beulah Koale (en) (VF : Eilias Changuel) : Officier Junior Reigns (18 épisodes - de 1 à 12 et de 17 à 22)
- Taylor Wily (VF : Pascal Vilmen) : Kamekona Tupuola (7 épisodes)
- Dennis Chun (VF : Bertrand Dingé) : Sergent Duke Lukela (12 épisodes)
- Kimee Balmilero (en) (VF : Elsa Bougerie) : Dr Noelani Cunha (12 épisodes)
- Katrina Law : Quinn Liu[2] (17 épisodes)

### Invités crossoverMagnum P.I.
- Jay Hernández (VF : Axel Kiener) : Thomas Magnum (épisode 12)
- Perdita Weeks (VF : Laura Blanc) : Juliet Higgins (épisode 12)
- Zachary Knighton (VF : Yann Peira) : Orville « Rick » Wright (épisode 12 et 18)
- Stephen Hill (VF : Frantz Confiac) : Theodore « T. C. » Calvin (épisode 12)

### Acteurs récurrents & Invités
- Shawn Mokuahi Garnett : Flippa (4 épisodes)
- Jorge Garcia (VF : Jerome Wiggins) : Jerry Ortega[3] (épisode 1)
- Joseph Lawrence : Aaron Wright (épisode 4)
- Masi Oka : Dr. Max Bergman (épisode 5)
- Christine Lahti : Doris McGarrett (épisode 7)
- Michelle Hurd : Renee Grover (épisode 8)
- Zach Sulzbach : Charlie Williams (épisode 13)
- Kate Siegel : Joanna Di Pietra[4] (épisode 14)
- Chris Vance : Harry Langford (épisode 17)
- Jimmy Buffett : Frank Bama (épisode 19)
- Bart Johnson : Jake (épisode 19)
- Willie Garson : Gerard Hirsch (épisode 20)
- Chuck Norris : Lee Philips (épisode 21)
- Lance Gross : Lincoln Cole[5] (épisodes 21 et 22)
- Mark Dacascos : Wo Fat (épisode 22)
- James Marsters : Victor Hesse (épisode 22)
- William Sadler : John McGarrett (épisode 22)
- Michelle Borth : Catherine Rollins (épisode 22)

## Épisodes

### Épisode 1:Ua 'eha ka 'ili i ka maka o ka ihe
- États-Unis /  Canada : 27 septembre 2019 sur CBS / Global
- Suisse : 8 mars 2020 sur RTS Un
- Belgique : 26 janvier 2021 sur RTL-TVI
- France :  20 février 2021 sur M6

- États-Unis : 7,030 millions de téléspectateurs[6] (première diffusion)
- France : 1,964 million de téléspectateurs[7] (première diffusion)

- Rob Morrow (Wes Cullen)
- Sonny Saito (Hajime Masuda)
- Katie Wee (Brooke)
- Paul S.W. Lee (Docteur Gao)

### Épisode 2:Kuipeia e ka makani apaa
- États-Unis /  Canada : 4 octobre 2019 sur CBS / Global
- Suisse : 8 mars 2020 sur RTS Un
- Belgique : 26 janvier 2021 sur RTL-TVI
- France :  20 février 2021 sur M6

- États-Unis : 6,556 millions de téléspectateurs[6] (première diffusion)
- France : 1,84 million de téléspectateurs[7] (première diffusion)

- Marc Menchaca (Jackson Wilcox)
- Jason Dirden (Akoni)
- Leith Burke (Keawe)
- Josh Braaten (Nate)
- Manuel Uriza (Moreno)
- Brook Kerr (Carol)

### Épisode 3:E hui ana ka wa i hala i na mea i hala
- États-Unis /  Canada : 11 octobre 2019 sur CBS / Global
- Suisse : 15 mars 2020 sur RTS Un
- Belgique : 2 février 2021 sur RTL-TVI
- France :  27 février 2021 sur M6

- États-Unis : 7,094 millions de téléspectateurs[6] (première diffusion)
- France : 2,087 millions de téléspectateurs[8] (première diffusion)

### Épisode 4:Ukuli'i ka pua, onaona i ka mau'u
- États-Unis /  Canada : 18 octobre 2019 sur CBS / Global
- Suisse : 15 mars 2020 sur RTS Un
- Belgique : 2 février 2021 sur RTL-TVI
- France : 6 mars 2021 sur M6

- États-Unis : 6,339 millions de téléspectateurs[6] (première diffusion)
- France : 1,939 million de téléspectateurs[9] (première diffusion)

### Épisode 5:He 'oi'o kuhihewa; he kaka ola i 'ike 'ia e ka makaula
- États-Unis /  Canada : 25 octobre 2019 sur CBS / Global
- Suisse : 29 mars 2020 sur RTS Un
- Belgique : 9 février 2021 sur RTL-TVI
- France : 13 mars 2021 sur M6

- États-Unis : 6,7 millions de téléspectateurs[6] (première diffusion)
- France : 2,175 millions de téléspectateurs[10] (première diffusion)

### Épisode 6:A'ohe pau ka 'ike i ka halau ho'okahi
- États-Unis /  Canada : 1er novembre 2019 sur CBS / Global
- Suisse : 29 mars 2020 sur RTS Un
- Belgique : 9 février 2021 sur RTL-TVI
- France : 20 mars 2021 sur M6

- États-Unis : 7,125 millions de téléspectateurs[6] (première diffusion)
- France : 1,878 million de téléspectateurs[11] (première diffusion)

### Épisode 7:Ka 'i'o
- États-Unis /  Canada : 8 novembre 2019 sur CBS / Global
- Suisse : 5 avril 2020 sur RTS Un
- France : 27 mars 2021 sur M6
- Belgique : 12 juillet 2021 sur RTL-TVI

- États-Unis : 7,131 millions de téléspectateurs[6] (première diffusion)
- France : 2,225 millions de téléspectateurs[12] (première diffusion)

### Épisode 8:Ne'e aku, ne'e mai ke one o punahoa
- États-Unis /  Canada : 15 novembre 2019 sur CBS / Global
- Suisse : 5 avril 2020 sur RTS Un
- France : 3 avril 2021 sur M6
- Belgique : 12 juillet 2021 sur RTL-TVI

- États-Unis : 7,363 millions de téléspectateurs[6] (première diffusion)
- France : 2,121 millions de téléspectateurs[13] (première diffusion)

### Épisode 9:Ka la'au kumu 'ole o kahilikolo
- États-Unis /  Canada : 22 novembre 2019 sur CBS / Global
- Suisse : 12 avril 2020 sur RTS Un
- France : 10 avril 2021 sur M6
- Belgique : 19 juillet 2021 sur RTL-TVI

- États-Unis : 7,330 millions de téléspectateurs[6] (première diffusion)
- France : 2,088 millions de téléspectateurs[14] (première diffusion)

### Épisode 10:O 'oe, a 'owau, nalo ia mea
- États-Unis /  Canada : 6 décembre 2019 sur CBS / Global
- Suisse : 12 avril 2020 sur RTS Un
- France : 17 avril 2021 sur M6
- Belgique : 19 juillet 2021 sur RTL-TVI

- États-Unis : 6,552 millions de téléspectateurs[6] (première diffusion)
- France : 2,176 millions de téléspectateurs[15] (première diffusion)

### Épisode 11:Kâ i ka 'ino, no ka 'ino
- États-Unis /  Canada : 13 décembre 2019 sur CBS / Global
- Suisse : 19 avril 2020 sur RTS Un
- France : 24 avril 2021 sur M6
- Belgique : 26 juillet 2021 sur RTL-TVI

- États-Unis : 6,568 millions de téléspectateurs[6] (première diffusion)
- France : 2,161 millions de téléspectateurs[16] (première diffusion)

### Épisode 12:Ihea 'oe i ka wa a ka ua e loku ana?
- États-Unis /  Canada : 3 janvier 2020 sur CBS / Global
- Suisse : 19 avril 2020 sur RTS Un
- France : 1er mai 2021 sur M6
- Belgique : 26 juillet 2021 sur RTL-TVI

- États-Unis : 8,059 millions de téléspectateurs[6] (première diffusion)
- France : 1,958 million de téléspectateurs[17] (première diffusion)

- Jay Hernández (Thomas Magnum)
- Perdita Weeks (Juliet Higgins)
- Zachary Knighton (Orville "Rick" Wright)
- Stephen Hill  (Theodore "T.C." Calvin)

Crossover avec la série Magnum L'épisode 12 de la saison 10 fait office de première partie et l’épisode 12 de la saison 2 du célèbre détective en est la conclusion.

### Épisode 13:Loa'a pono ka 'iole i ka pûnana
- États-Unis /  Canada : 10 janvier 2020 sur CBS / Global
- France : 8 mai 2021 sur M6
- Belgique : 2 août 2021 sur RTL-TVI

- États-Unis : 7,749 millions de téléspectateurs[6] (première diffusion)
- France : 1,882 million de téléspectateurs[18] (première diffusion)

### Épisode 14:I ho'olulu, ho'ohulei 'ia e ka makani
- États-Unis /  Canada : 31 janvier 2020 sur CBS / Global
- France : 15 mai 2021 sur M6
- Belgique : 2 août 2021 sur RTL-TVI

- États-Unis : 7,558 millions de téléspectateurs[6] (première diffusion)
- France : 2,054 millions de téléspectateurs[19] (première diffusion)

- Kate Siegel (Joanna Di Pietra)

### Épisode 15:He waha kou o ka he'e
- États-Unis /  Canada : 7 février 2020 sur CBS / Global
- France : 22 mai 2021 sur M6
- Belgique : 9 août 2021 sur RTL-TVI

- États-Unis : 6,685 millions de téléspectateurs[6] (première diffusion)
- France : 1,852 million de téléspectateurs[20] (première diffusion)

### Épisode 16:He kauwa ke kanaka na ke aloha
- États-Unis /  Canada : 14 février 2020 sur CBS / Global
- France : 29 mai 2021 sur M6
- Belgique : 9 août 2021 sur RTL-TVI

- États-Unis : 6,947 millions de téléspectateurs[6] (première diffusion)
- France : 1,644 million de téléspectateurs[21] (première diffusion)

### Épisode 17:He kohu puahiohio i ka ho'olele i ka lepo i luna
- États-Unis /  Canada : 21 février 2020 sur CBS / Global
- France : 5 juin 2021 sur M6
- Belgique : 16 août 2021 sur RTL-TVI

- États-Unis : 6,660 millions de téléspectateurs[6] (première diffusion)
- France : 1,614 million de téléspectateurs[22] (première diffusion)

### Épisode 18:Nalowale i ke 'ehu o he kai
- États-Unis /  Canada : 28 février 2020 sur CBS / Global
- France : 19 juin 2021 sur M6
- Belgique : 16 août 2021 sur RTL-TVI

- États-Unis : 6,814 millions de téléspectateurs[6] (première diffusion)
- France : 1,586 million de téléspectateurs[23] (première diffusion)

### Épisode 19:E ho'i na keiki oki uaua o na pali
- États-Unis /  Canada : 6 mars 2020 sur CBS / Global
- France : 3 juillet 2021 sur M6
- Belgique : 16 août 2021 sur RTL-TVI

- États-Unis : 6,975 millions de téléspectateurs[6] (première diffusion)
- France : 1,178 million de téléspectateurs[24] (première diffusion)

### Épisode 20:He puhe'e miki
- États-Unis /  Canada : 13 mars 2020 sur CBS / Global
- France : 10 juillet 2021 sur M6
- Belgique : 23 août 2021 sur RTL-TVI

- États-Unis : 7,109 millions de téléspectateurs[6] (première diffusion)
- France : 1,472 million de téléspectateurs[25] (première diffusion)

Un homme a été retrouvé mort sur une route déserte. Sur la scène de crime, on retrouve un cric, un démonte-pneu et un pneu crevé, donc tout laisse penser à un vol de voiture. De plus, ce n'est pas le premier cas, la police enquête sur un gang spécialisé dans le vol de voiture. On découvre que le mort est Greg Dean, un touriste de Chicago. Celui-ci voyageait avec son épouse, Cynthia, qui a disparu. 

### Épisode 21:A 'ohe ia e loa'a aku, he ulua kapapa no ka moana
- États-Unis /  Canada : 27 mars 2020 sur CBS / Global
- France : 17 juillet 2021 sur M6
- Belgique : 23 août 2021 sur RTL-TVI

- États-Unis : 8,437 millions de téléspectateurs[6] (première diffusion)
- France : 1,846 million de téléspectateurs[26] (première diffusion)

### Épisode 22:Aloha
- États-Unis /  Canada : 3 avril 2020 sur CBS / Global
- France : 24 juillet 2021 sur M6
- Belgique : 23 août 2021 sur RTL-TVI

- États-Unis : 9,349 millions de téléspectateurs[6] (première diffusion)
- France : 1,85 million de téléspectateurs[27] (première diffusion)